# Ittihad El-Shorta
L'Ittihad El-Shorta è una società calcistica di al-Qahirah (Il Cairo), Egitto. Milita nell'Egyptian Premier League, la massima divisione del campionato nazionale. È stato fondato nel 2005.

## Palmarès

### Competizioni nazionali
- Seconda Divisione: 1

2007-2008 (gruppo B)

## Rosa 2012-2013
| N. |                   | Ruolo | Calciatore        |
| -- | ----------------- | ----- | ----------------- |
| 1  | Egitto (bandiera) | P     | Ahmed Saad        |
| 3  | Egitto (bandiera) | C     | Hossam Abdel-Aal  |
| 4  | Egitto (bandiera) | C     | Abdallah Farouk   |
| 5  | Egitto (bandiera) | D     | Emad Helmi        |
| 6  | Egitto (bandiera) | D     | Reda El Azab      |
| 7  | Egitto (bandiera) | D     | Hossam Abdelgawad |
| 8  | Egitto (bandiera) | A     | Said Kamal        |
| 9  | Egitto (bandiera) | A     | Khaled Kamar      |
| 10 | Egitto (bandiera) | A     | Mohamed El Fayomi |
| 11 | Egitto (bandiera) | A     | Salah Ashour      |
| 12 | Egitto (bandiera) | D     | Fathi Mabrouk     |
| 14 | Egitto (bandiera) | C     | Ahmed Kamal       |

| N. |                         | Ruolo | Calciatore       |
| -- | ----------------------- | ----- | ---------------- |
| 16 | Egitto (bandiera)       | P     | Hamada Magdi     |
| 18 | Nigeria (bandiera)      | C     | Ikpotor Kingsley |
| 19 | Egitto (bandiera)       | D     | Ahmed Duiedar    |
| 20 | Egitto (bandiera)       | D     | Ahmed Moawad     |
| 21 | Burkina Faso (bandiera) | C     | Ali Rabo         |
| 22 | Egitto (bandiera)       | C     | Yassin Abdelaal  |
| 23 | Egitto (bandiera)       | C     | Mohamed Elsadat  |
| 27 | Egitto (bandiera)       | C     | Hesham Mohamed   |
| 28 | Egitto (bandiera)       | A     | Mostafa Salah    |
| 29 | Egitto (bandiera)       | A     | Mohamed Maged    |
| 30 | Nigeria (bandiera)      | C     | Maarouf Yussuf   |
| 35 | Egitto (bandiera)       | C     | Mohab Emad       |

## Rosa 2009-2010
| N. |                           | Ruolo | Calciatore          |
| -- | ------------------------- | ----- | ------------------- |
|    | Egitto (bandiera)         | P     | Hamada Magdy        |
| 3  | Egitto (bandiera)         | D     | Haitham Awad        |
| 4  | Egitto (bandiera)         | A     | Mohsen El-Shahat    |
| 5  | Egitto (bandiera)         | A     | Rashad Farouk       |
| 6  | Egitto (bandiera)         | D     | Reda El-Azab        |
| 7  | Egitto (bandiera)         | A     | Salah Ashour        |
| 8  | Egitto (bandiera)         | A     | Ahmed Abdel-Aziz    |
| 9  | Egitto (bandiera)         | A     | Khaled Qamar        |
| 10 | Egitto (bandiera)         | C     | Essam Abdel-Aty     |
| 12 | Egitto (bandiera)         | C     | Hamdy Seif          |
| 13 | Egitto (bandiera)         | D     | Yasser Moustafa     |
| 14 | Egitto (bandiera)         | D     | Mohamed Hanafi      |
| 17 | Egitto (bandiera)         | D     | Hassan Gomaa        |
| 18 | Egitto (bandiera)         | A     | Mohamed Yehia       |
| 22 | Egitto (bandiera)         | C     | Said Kamal          |
| 23 | Egitto (bandiera)         | D     | Mohamed Abdel-Kader |
| 25 | Nigeria (bandiera)        | A     | Minisu Boba         |
| 1  | Egitto (bandiera)         | P     | Mohamed Khalaf      |
| 27 | Costa d'Avorio (bandiera) | A     | Veulait Arman       |

| N. |                   | Ruolo | Calciatore          |
| -- | ----------------- | ----- | ------------------- |
| 28 | Egitto (bandiera) | A     | Mohamed El-Fayoumi  |
| 34 | Egitto (bandiera) | D     | Ahmed Dawidar       |
|    | Egitto (bandiera) | P     | Ahmed Saad          |
|    | Egitto (bandiera) | D     | Ahmed Moawad        |
|    | Egitto (bandiera) | D     | Mostafa Nasr El-Din |
|    | Egitto (bandiera) | D     | Mostafa Moshir      |
|    | Egitto (bandiera) | C     | Mohamed Moselhy     |
|    | Egitto (bandiera) | C     | Tamer Mostafa       |
|    | Egitto (bandiera) | C     | Ramy Said           |
|    | Egitto (bandiera) | A     | Khaled El-Gazzar    |
|    | Egitto (bandiera) | A     | Mohamed Lotfy       |
|    | Egitto (bandiera) | A     | Ahmed Galal         |
|    | Ghana (bandiera)  | A     | Samuel Kyere        |
|    | Egitto (bandiera) | A     | Ahmed Hassan Farag  |
|    | Egitto (bandiera) | -     | Al Dathawy          |
|    | Egitto (bandiera) | -     | Ahmed Saad          |
|    | Egitto (bandiera) | -     | Ramy Said           |